# マイクル・カンデル

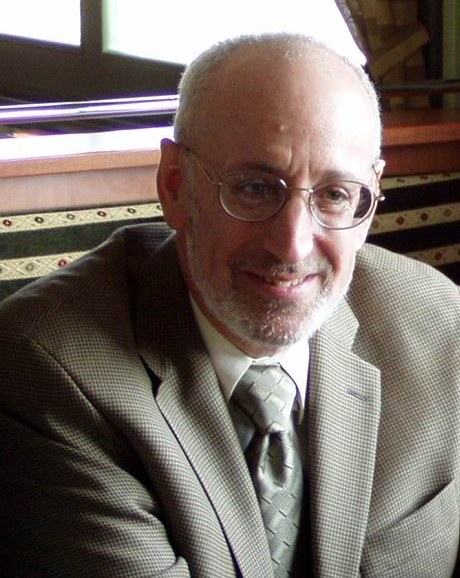
マイクル・カンデル

マイクル・カンデル（Michael Kandel, 1941年12月24日 - ）は、アメリカのファンタジー作家、SF作家、翻訳家。表記はマイケル・カンデルとも。
インディアナ大学ブルーミントン校でスラヴ学の博士を取得した。ジョージ・ワシントン大学でロシア文学について教鞭をとり、スタニスワフ・レムの翻訳が多数ある。アーシュラ・K・ル＝グウィンの著書も編纂している。

## 作品リスト
- 図書室のドラゴン（In Between Dragons、1990) ：ISBN 4-15-020171-4
- キャプテン・ジャック・ゾディアック（Captain Jack Zodiac、1992)：ISBN 4-15-011049-2